# Anny Konetzni
Anny Konetzni (Bela Crkva, 12 febbraio 1902 – Vienna, 6 settembre 1968) è stata un soprano austriaco.

## Biografia
Sorella maggiore di Hilde Konetzni, studiò canto con Erik Schmedes al Neues Wiener Konservatorium ed esordì alla Volksoper Wien come contralto. Nel 1929 esordì a Parigi ne L'anello del Nibelungo e nel 1931 si unì alla Berlin Staatsoper, ove cantò come Hélène ne I vespri siciliani, Arianna in Ariadne auf Naxos e la Marescialla ne Il cavaliere della rosa durante la sua prima stagione con la compagnia.
Nel 1933 fece il suo esordio al Teatro Colón di Buenos Aires e, nel novembre dello stesso anno, apparve per la prima volta alla Wiener Staatsoper come Brunilde ne Il crepuscolo degli dei, tornandovi poi due settimane più tardi per cantare come Isotta nel Tristano e Isotta. Sarebbe tornata regolarmente a Vienna fino ai primi anni cinquanta, cantandovi come Arianna, Marina in Boris Godunov, Santuzza in Cavalleria rusticana, Fricka ne L'oro del reno, Senta ne L'olandese volante, la Marescialla, La regina di Saba, la Principessa di Eboli nel Don Carlo, Donna Anna in Don Giovanni, Elektra, Gertrud in Hansel e Gretel, Ismene in Idomeneo, Leonora ne Il trovatore, Selika ne L'africana, Ortud nel Lohengrin, Kundry nel Parsifal, Elisabeth in Tannhauser e Amelia in Un ballo in maschera e Leonore in Fidelio, ruolo con cui diede il suo addio alla Staatsoper nel marzo 1954.
Nel 1934 esordì al Metropolitan Opera House come Brunilde ne La valchiria, tornandovi poi a cantare nel Sigfrido e come Venere in Tannhauster, Ortrud e Isotta nel corso della stessa stagione. Cantò in diverse occasione come Brunilde anche al Covent Garden, diretta da Thomas Beecham in occasione del suo debutto nel 1935, e poi in numerose occasioni fino al 1951. Sempre nel 1935 esordì al Teatro dell'Opera di Roma come Arianna, tornandovi poi come Brunilde nel 1943. Negli anni trenta cantò anche in diverse occasioni al Festival di Salisburgo, ove fu diretta da Bruno Walter come Reiza in Oberon nel 1934 e da Arturo Toscanini come Isotta nel 1936. Nel 1937 fu Isotta al Maggio Musicale Fiorentino. Nel 1949 è, invece, l'esordio al Gran Teatro La Fenice come Kundry nel Parsival e lì sarebbe tornata nel 1952 come Brunilde nel Sigfrido.
Si ritirò dalle scene nel 1955 ed insegnò all'Università per la musica e le arti interpretative di Vienna fino al 1957, quando un ictus la costrinse al pensionamento. Morì a Vienna nel 1968.